# Āsh

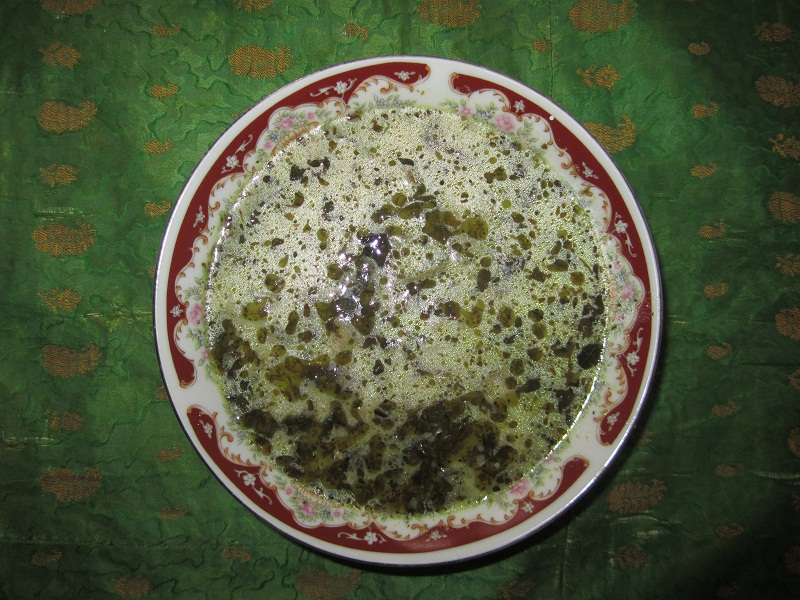
Een bord met Āsh

Āsh (aasj, Perzisch: آش) is een gerecht dat deel uitmaakt van de Iraanse keuken, Afghaanse keuken, Azerbeidzjaanse keuken, Kaukasische keuken en de Turkse keuken. Het gerecht is vergelijkbaar met soep, maar dan wel dikker en wordt meestal heet geserveerd. 
De gebruikte ingrediënten verschillen per type āsh. In het gerecht zitten verschillende graansoorten, peulvruchten (kikkererwten, zwarte ogenbonen, linzen), groenten en kruiden (peterselie, spinazie, dille, uiteinden van bosuien, koriander, gedroogde munt), uien, olie, vlees, knoflook, reshteh (soort noedels) en specerijen (zout, peper, kurkuma, saffraan) verwerkt.

## Diverse typen āsh
- Āsh-e Reshte: Stoofpot met spinazie, kruiden, bonen en sterk gezouten Perzische noedels, aangevuld met kashk (droge zure yoghurt).
- Āsh-e anār: Soep met granaatappels en gehakt.
- Āsh-e Mast: Gekruide stoofpot met kikkererwten, bonen en zure yoghurt (kashk).
- Āsh-e Dscho: Crêmesoep met gerst.
- Schalghamkar: Dikke groentesoep met koolraap, soja en linzen.

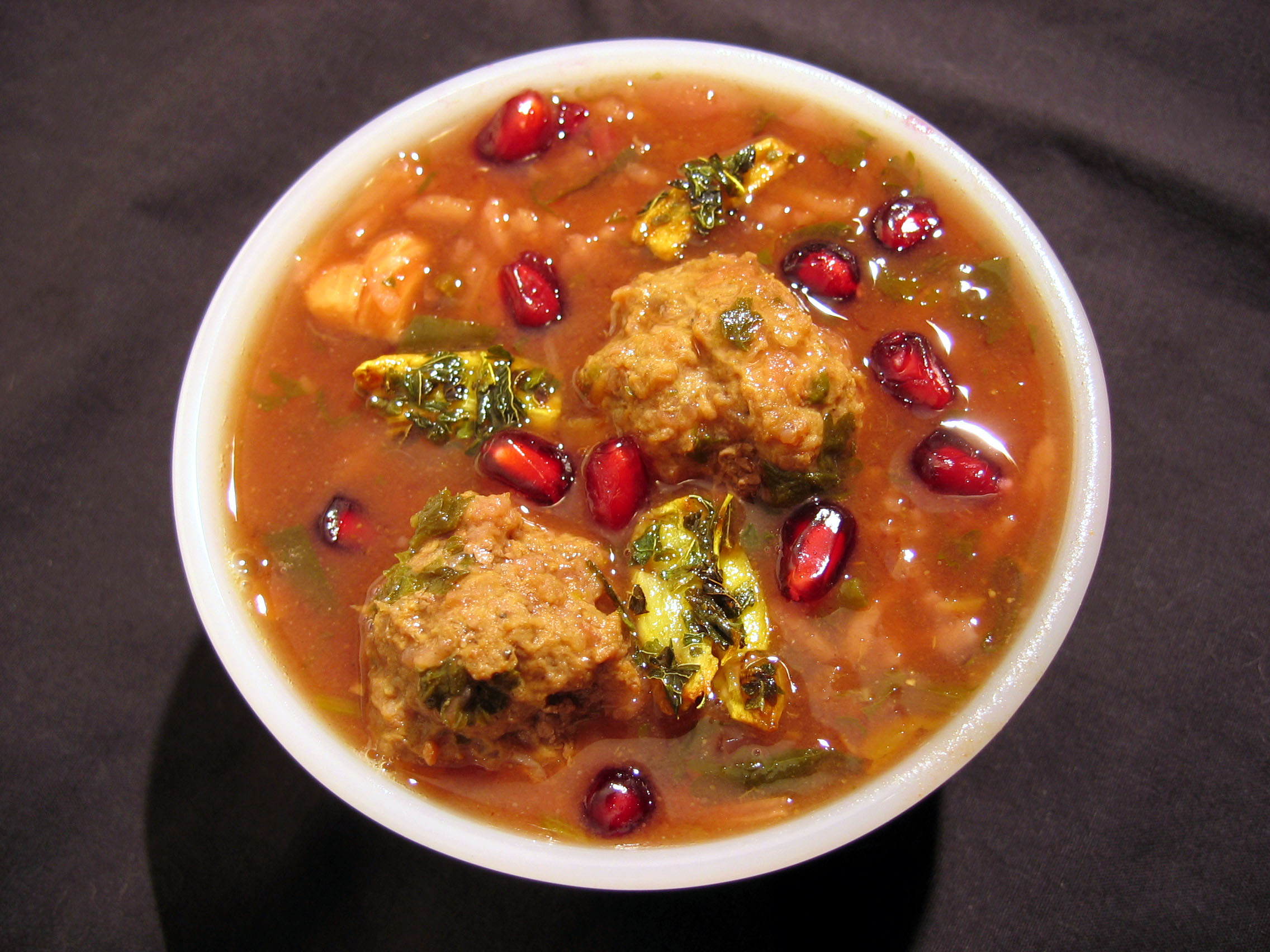
Āsh-e anār.
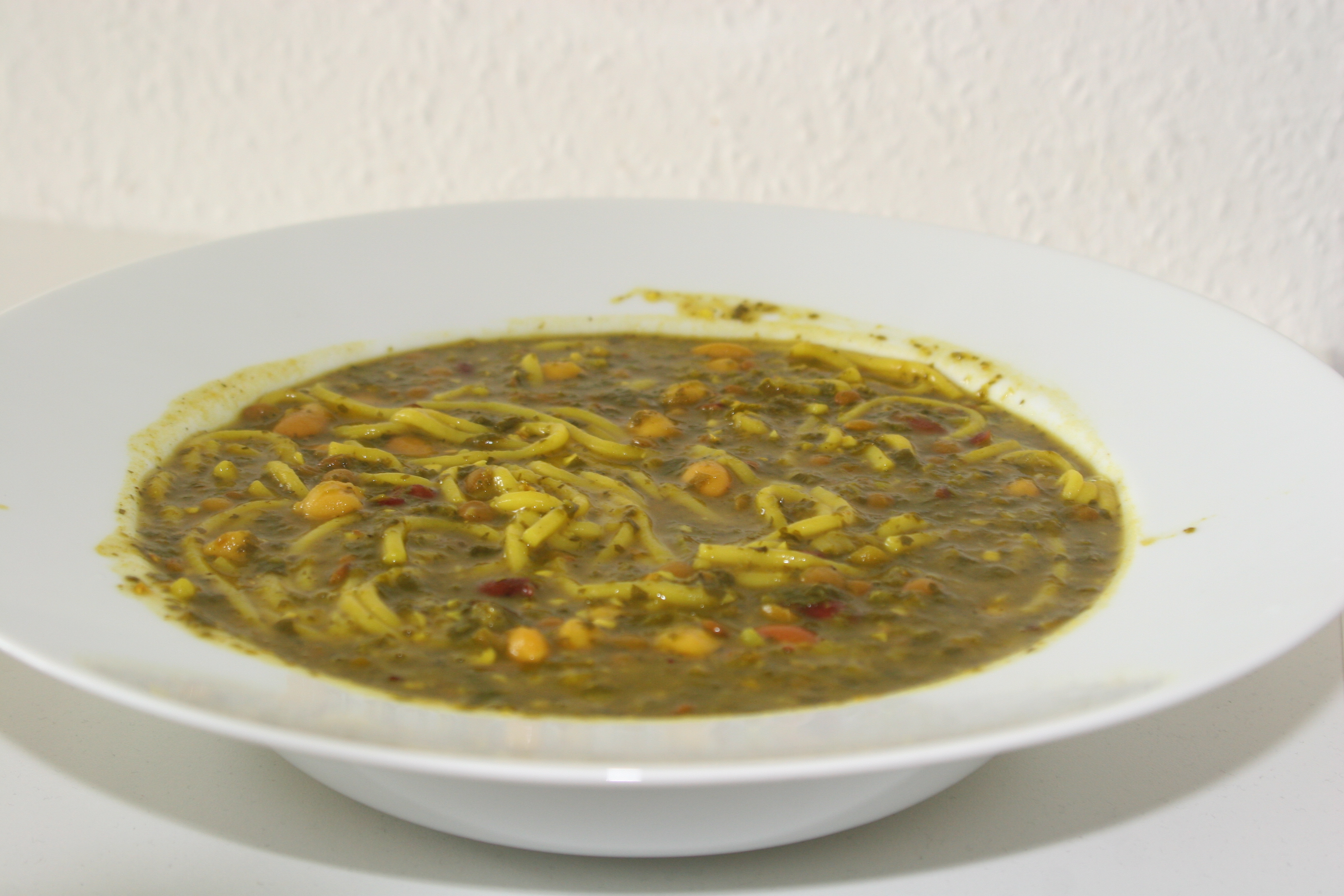
Āsh-e Reshte.